# Costantino Lazzari
Costantino Lazzari (Cremona, 1º gennaio 1857 – Roma, 3 ottobre 1927) è stato un politico italiano.

## Biografia
Artigiano di umili origini, si iscrisse giovanissimo alle associazioni operaie milanesi create dai radicali. In seno ad esse condusse con l'amico Giuseppe Croce la battaglia per la loro trasformazione in partito di classe. Aiutato dagli intellettuali Enrico Bignami ed Osvaldo Gnocchi Viani fondò nel 1882 il Partito Operaio Italiano.
Strinse quindi amicizia con Filippo Turati e Anna Kuliscioff. A seguito della loro frequentazione aderì al socialismo, in primo luogo di Marx ed Engels. Con loro, nell'agosto 1892 a Genova, fece confluire il POI nel nuovo Partito dei Lavoratori Italiani, che a Reggio Emilia nel 1893 ed Imola (BO) 1894) diventò Partito Socialista dei Lavoratori Italiani, e nel 1895 a Parma il Partito Socialista Italiano. Avversando il riformismo, si alleò per un certo tempo con i sindacalisti rivoluzionari di Milano (Walter Mocchi e Arturo Labriola), di cui però non condivideva le opinioni sulla violenza rivoluzionaria. In seguito al trionfo dei massimalisti nel XIII Congresso di Reggio Emilia, venne eletto segretario nazionale del PSI dal 1912 al 1919, fatto salvo due brevi periodi quando, a causa del suo arresto per "disfattismo", la sua carica fu esercitata "de facto" dal vicesegretario Oddino Morgari, tra il 24 gennaio al 18 giugno 1918, e poi dal vicesegretario Egidio Gennari, dal 18 giugno al 20 novembre dello stesso anno e infine, dal 22 marzo all'11 ottobre 1919, dal vicesegretario Arturo Vella. Messo in minoranza dal Congresso di Bologna che si svolse tra il 5 e l'8 ottobre 1919, e che portò alla formazione della corrente massimalista dei comunisti unitari di Giacinto Menotti Serrati, dovette cedere l'11 ottobre 1919 la segreteria del partito a Nicola Bombacci.
Allo scoppio della prima guerra mondiale sostenne la posizione pacifista, decisa dalla stragrande maggioranza del PSI. Una volta proclamata l'entrata in guerra dell'Italia, inizialmente solo contro l'Austria e, poi, anche contro la Germania, coniò lo slogan "né aderire, né sabotare", che dà l'idea della difficoltà di mantenere una posizione antimilitarista e pacifista a fronte di una massiccia campagna di sostegno dello sforzo bellico condotta dallo Stato monarchico e dai grandi giornali d'opinione.
Al Congresso di Livorno del 1921 capeggiò una mozione nella quale confluirono i gradualisti. Nel XIX Congresso del PSI del 1922 votò, dopo un incontro con Lenin al quale partecipò con una delegazione di socialisti, l'espulsione dei gradualisti dal partito, rimanendo un massimalista, terzinternazionalista, assertore cioè dell'ingresso del PSI nell'Internazionale Comunista, anche in seguito. Perseguitato dai fascisti, nel 1927 morì a Roma in estrema povertà e solitudine.